# Patinoa sphaerocarpa
Patinoa sphaerocarpa är en malvaväxtart som beskrevs av José Cuatrecasas. Patinoa sphaerocarpa ingår i släktet Patinoa och familjen malvaväxter. Inga underarter finns listade i Catalogue of Life.